# Jan Broeckx
Jan Broeckx (Antwerpen, 2 juni 1880 - aldaar, 17 januari 1966) was een Belgisch componist, koordirigent en muziekpedagoog.

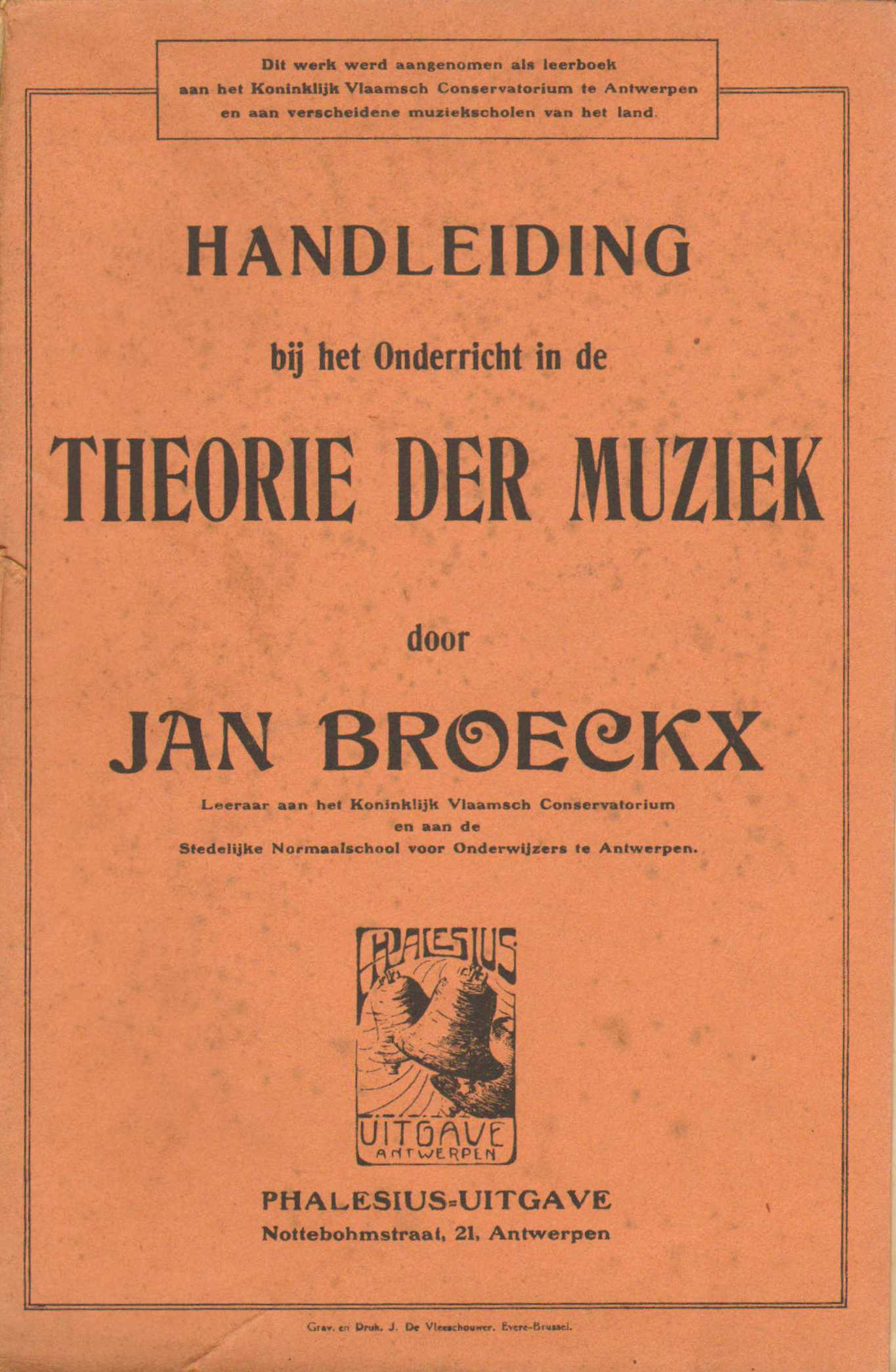
Kaft van het boek Handleiding bij het Onderricht in de Theorie der Muziek door Jan Broeckx, Antwerpen, Phalesius-Uitgave, 1926.

## Levensloop
Jan Broeckx studeerde aan de Vlaamse Muziekschool te Antwerpen, waar hij les kreeg van Jean-Baptiste Colyns, Jan Blockx en Peter Benoit. Later werd hij er docent harmonieleer. Nadat hij in 1922 werd aangesteld als muziekleerkracht aan de Antwerpse stadsscholen, componeerde hij zeer veel kinderliederen. Hij ontving van de Koninklijke Vlaamse Academie dan ook de vierjaarlijkse Karel Bouryprijs voor het kinderlied. Ook was hij werkzaam als secretaris van het Genootschap der Vlaamsche Componisten.

## Werken
Broeckx componeerde ongeveer 900 kinderliederen, Vlaamse strijdliederen, cantates en koorwerken. Van zijn hand verschenen ook didactische werken, zoals een Handboek over de Theorie der Muziek (1926) en Grondslagen van de muziekgeschiedenis (1966). Hij componeerde onder andere "Vlaanderen, dierbaar land" waar Frans Liekens de tekst op zette.

### Kinderliederen
Broeckx probeerde in zijn voornaamste werk, de circa 900 kinderliederen, vernieuwingen in te voeren, zowel naar vorm als geest. Naar geest, omdat hij zich trachtte in te leven in de kinderwereld en de thema's van zijn liederen aan te passen aan de opvattingen van de jeugd. In de vorm streefde hij naar een zo eenvoudig mogelijk traceerbare melodie, die nauw aansluit bij het muzikale begripsvermogen van een kind en bij de kern van de tekst. Daarbij vormde de muzikale omlijsting (de begeleiding) een meer autonoom gebied, waar hij zich meer vrijheden permitteerde en waar hij probeerde de eisen (mode) van de tijd (levendigheid, diversiteit van klankmogelijkheden en harmonische verfijning) te volgen. Humor en intimiteit zijn veel voorkomende thema's in zijn kinderliederen. In 1941 werd hij voor zijn kinderliederen bekroond met de Karel Bouryprijs.